# Annalisa Durante
Annalisa Durante (pronunciació italiana: [annaˈliːza duˈrante]), nascuda el 19 de febrer de 1990 i morta el 27 de març de 2004 a Nàpols, fou una noia italiana de 14 anys i víctima innocent de la Camorra, la màfia napolitana.

## Biografia
Annalisa Durante fou assassinada al barri de Forcella de Nàpols, durant un enfrontament entre dos clans rivals de la Camorra. Mentre conversava amb un amic i cosí davant de casa seva, va rebre un tret al cap per Salvatore Giuliano, que participava en un tiroteig liderat pel clan Bove-Mazzarella. Va morir després d'estar en coma durant diversos dies.
Annalisa Durante, aleshores de 14 anys, estava parlant amb uns amics quan van sonar trets. Annalisa fou la tercera víctima d'una revenja entre clans rivals que es va dur a terme a Scampia. Salvatore Giuliano utilitzà les noies com a escuts humans i disparà al seu torn abans de fugir. L'episodi apareixeria al llibre Gomorra de Roberto Saviano.
Un capellà va acusar l'estat de deixar el barri a mercè de la camorra. En un missatge sobre un ram de flors deixat al carrer on van disparar l'Annalisa es recollí el sentiment del barri: "Allibereu-nos d'aquests monstres, adéu, Annalisa". Milers de persones es van reunir per a l'emocionant funeral, i nombroses d'elles estaven en llàgrimes a l'església parroquial per presentar els seus respectes a Annalisa.
Salvatore Giuliano, membre del clan Giuliano que controlava el districte de Forcella, va ser detingut el 30 de març de 2004. El març de 2006, va ser condemnat a 24 anys de presó per aquest assassinat.
L'any 2005 es va publicar en italià el diari d'Annalisa Durante Il diario di Annalisa.
Salvatore Giuliano va ser condemnat a 20 anys de presó el 16 d'abril de 2008. Va ser alliberat després de complir 16 anys de presó i després va ser detingut de nou per extorsió. Llavors, esdevingué confident (en italià pentito) i col·laborà amb la justícia italiana.

## Homenatge i posteritat
La família d'Annalisa va donar els seus òrgans després de la seva mort a set persones. Giannino Durante es va convertir en activista, dirigint, entre altres coses, la biblioteca del barri que porta el nom de la seva filla. També ret homenatge a la feina de l'editora i escriptora Scampia Rosario Esposito La Rossa.
Amb motiu del vintè aniversari de la mort d'Annalisa Durante, Chiara Marciani proposà que l'espai “Plaça Forcella", ara portés el nom d'Annalisa Durante i s'ubica al local d'un antic cinema, acabant sent reconvertit en un centre per a joves de la ciutat de Nàpols. Allà s'hi allotja també la Biblioteca Annalisa Durante.